# Vela nos Jogos Pan-Americanos de 2015 - Laser
A competição da classe laser masculino foi um dos eventos da vela nos Jogos Pan-Americanos de 2015, em Toronto. Foi disputada na Sugar Beach, entre os dias no dia 12 e 18 de julho. 

## Calendário
Horário local (UTC-4).
| Data        | Horário | Fase             |
| ----------- | ------- | ---------------- |
| 12 de julho | 11:35   | Regata 1         |
| 13 de julho | 11:35   | Regata 2, e 3    |
| 14 de julho | 11:35   | Regata 4         |
| 15 de julho | 10:35   | Regata 5, 6 e 7  |
| 16 de julho | 11:35   | Regata 8, 9 e 10 |
| 17 de julho | 11:35   | Regata 11, e 12  |
| 18 de julho | 15:05   | Regata final     |

## Medalhistas
| Ouro   | GUA Juan Ignacio Maegli |
| Prata  | BRA Robert Scheidt      |
| Bronze | CAN Lee Parkhill        |

## Resultados
| Pos.              | Velejador             | Nacionalidade                | Regata   | Regata   | Regata | Regata   | Regata | Regata | Regata | Regata | Regata | Regata | Regata | Regata   | Regata | Total Pontos | Pontuação final |
| Pos.              | Velejador             | Nacionalidade                | 1        | 2        | 3      | 4        | 5      | 6      | 7      | 8      | 9      | 10     | 11     | 12       | F      | Total Pontos | Pontuação final |
| ----------------- | --------------------- | ---------------------------- | -------- | -------- | ------ | -------- | ------ | ------ | ------ | ------ | ------ | ------ | ------ | -------- | ------ | ------------ | --------------- |
| Medalha de ouro   | Juan Ignacio Maegli   | GUA Guatemala                | (17) DNF | 2        | 4      | 2        | 2      | 2      | 1      | 5      | 3      | 5      | 2      | 5        | 6      | 56           | 39              |
| Medalha de prata  | Robert Scheidt        | BRA Brasil                   | 7        | (17) DSQ | 7      | 3        | 3      | 1      | 5      | 2      | 4      | 1      | 3      | 1        | 10     | 64           | 47              |
| Medalha de bronze | Lee Parkhill          | CAN Canadá                   | 6        | 1        | 1      | 17 (OCS) | 1      | 3      | 2      | 8      | 5      | 8      | 4      | 2        | 12     | 70           | 53              |
| 4                 | Charlie Buckingham    | USA Estados Unidos           | 1        | (17) BFD | 2      | 1        | 6      | 14     | 4      | 1      | 2      | 2      | 6      | 4        | 14     | 74           | 57              |
| 5                 | Cy Thompson           | ISV Ilhas Virgens Americanas | 5        | 3        | 5      | 12       | 4      | 6      | 3      | 9      | 1      | 3      | 7      | (17) UFD | 8      | 83           | 66              |
| 6                 | Julio Alsogaray       | ARG Argentina                | 3        | (17) BFD | 3      | 7        | 5      | 13     | 6      | 6      | 8      | 10     | 1      | 6        | 2      | 87           | 70              |
| 7                 | Andrew Lewis          | TTO Trinidad e Tobago        | (10)     | 4        | 6      | 6        | 8      | 7      | 7      | 7      | 9      | 7      | 10     | 3        | 16     | 100          | 90              |
| 8                 | Stefano Peschiera     | PER Peru                     | 11       | (17) BFD | 8      | 17 DNF   | 9      | 5      | 9      | 3      | 10     | 4      | 8      | 9        | 4      | 114          | 97              |
| 9                 | Juan Carlos Perdomo   | PUR Porto Rico               | 2        | 6        | 11     | 10       | 14     | 8      | 8      | 10     | 7      | (15)   | 14     | 8        |        | 113          | 98              |
| 10                | Matías del Solar      | CHI Chile                    | 4        | (17) OCS | 17 DSQ | 5        | 17 RET | 15     | 11     | 4      | 6      | 6      | 5      | 14       |        | 121          | 104             |
| 11                | Enrique Arathoon      | ESA El Salvador              | 8        | 5        | 9      | (13)     | 7      | 9      | 13     | 12     | 11     | 9      | 11     | 11       |        | 118          | 105             |
| 12                | José Gutiérrez Lupoli | VEN Venezuela                | 9        | 7        | 10     | 8        | 11     | 10     | 12     | 13     | 12     | 11     | (16)   | 12       |        | 131          | 115             |
| 13                | Andrey Quintero       | COL Colômbia                 | 14       | 9        | 15     | 9        | 13     | 4      | 10     | 14     | 15     | (16)   | 15     | 10       |        | 144          | 128             |
| 14                | Cameron Pimentel      | BER Bermudas                 | (15)     | 10       | 13     | 11       | 12     | 11     | 14     | 15     | 13     | 13     | 12     | 7        |        | 146          | 131             |
| 15                | Federico Yandian      | URU Uruguai                  | 12       | (17) DSQ | 12     | 4        | 17 RET | 12     | 17 DNE | 11     | 14     | 14     | 9      | 13       |        | 152          | 135             |
| 16                | Yanic Gentry          | MEX México                   | 13       | 8        | 14     | (17) RET | 10     | 16     | 15     | 17 DNF | 17 DNE | 12     | 13     | 15       |        | 167          | 150             |

Legenda
| Recorde mundial                  | Recorde mundial (World record)               |                       | Recorde africano                      | Recorde africano (African) |                                           | Q | Classificado por posição (Qualified) |
| Recorde dos Jogos Pan-Americanos | Recorde pan-americano (Pan-American record)  | Recorde da América    | Recorde da América (Americas)         | q                          | Classificado por melhor tempo (Qualified) |   |                                      |
| Melhor marca do ano              | Melhor marca do ano (World leading)          | Recorde asiático      | Recorde asiático (Asian)              | DNS                        | Não largou (Did not start)                |   |                                      |
| Recorde nacional                 | Recorde nacional (National record)           | Recorde europeu       | Recorde europeu (European)            | DNF                        | Não terminou (Did not finish)             |   |                                      |
| Recorde pessoal                  | Recorde pessoal do atleta (Personal best)    | Recorde da Oceania    | Recorde da Oceania (Oceania)          | DSQ / DQ                   | Desclassificado (Disqualified)            |   |                                      |
| Recorde da temporada             | Recorde da temporada do atleta (Season best) | Recorde sul-americano | Recorde sul-americano (South America) | NM                         | Sem marca (No mark)                       |   |                                      |

### Vela
| M   | Regata da Medalha da qual só participam os dez primeiros colocados das regatas anteriores  |  |  | CAN | Regata cancelada |
| BFD | Desclassificado por bandeira preta (Black Flag Disqualified)                               |  |  |     |                  |
| UFD | Desclassificado por bandeira "U" (U Flag Disqualified)                                     |  |  |     |                  |
| OCS | Largada queimada (On the Course Side of the starting line)                                 |  |  |     |                  |
| DNE | Desclassificação sem eliminação (infração a um item do regulamento da prova – Did Not End) |  |  |     |                  |